# 董福祥

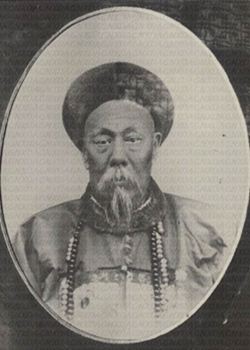
董福祥

董 福祥（とう ふくしょう、1840年 - 1908年）は、清朝末期の軍人。甘粛省固原（現在は寧夏回族自治区に属する）出身。字は星五。

## 生涯
1862年（同治元年）に甘粛・陝西省発生した回民蜂起に父とともに参加して一軍を率いて安化を占拠したが、劉松山と甥の錦棠に降って董字三営を組織、蜂起を鎮圧する側に回った。1875年（光緒元年）以後、ウルムチ・ホータンなど西域各地を平定し、その功績によって1890年にはカシュガル提督、翌年にはウルムチ提督に任じられた。
「臣能なし、唯能く外人を殺すのみ」と述べるほどの徹底した排外主義者であり、戊戌の政変では栄禄とともに光緒帝の幽閉を図り、その功によって北京の武衛軍に招かれて彼の率いる甘軍は袁世凱の武建軍・聶士成の武毅軍とともにその主力をなした。
義和団の乱では主戦論を唱えて北京の公使館包囲軍の主力となり、日本公使館の杉山彬書記官やドイツ公使の殺害も彼の配下によるものであった。日本など八カ国連合軍による北京陥落後に西太后・光緒帝とともに北京を脱出している。日本や欧米列強は董福祥を戦争犯罪人として処刑するように求めたが、李鴻章は彼を殺害すれば彼の手で安定していた西域情勢が不安定化して欧米列強の権益にも悪影響を与えると説いて禁錮に留めた。1908年（光緒34年）に没した後、彼の息子は銀40万両を国家に納めることで父の名誉回復を果たした。